# Desa Hegarmanah (administrativ by i Indonesien, Jawa Barat, lat -6,80, long 107,24)
Desa Hegarmanah är en administrativ by i Indonesien.   Den ligger i provinsen Jawa Barat, i den västra delen av landet, 80 km sydost om huvudstaden Jakarta. Desa Hegarmanah ligger vid sjön Waduk Cirata.